# Дхараниндрадеви
Дхараниндрадеви (IAST: Dharaṇīndradevī, кхмер. ធរណីន្ទ្រទេវី) — королева-консорт Ангкорской империи, одна из жен короля Джайавармана II и мать короля Джайявармана III.

## Биография
Принцесса Дхараниндрадеви упоминается в генеалогии Индравармана I как сестра Притхивиндрадеви и Раджендравармана, и, вероятно, была дочерью Нарендрадеви и Шамбхувармана. Учитывая склонность знати отправлять своих сыновей заключать брак в соседние государства, вероятно, ее первым мужем был Махипативарман.
Принято считать, что следующим правителем стал сын Джаявармана II и Дхараниндрадеви — Джаяварман III.